# La Grulla, Texas
La Grulla là một thành phố thuộc quận Starr, tiểu bang Texas, Hoa Kỳ. Năm 2010, dân số của xã này là 1622 người.